# Corey Feldman
Corey Scott Feldman (Chatsworth, California, 16 de julio de 1971) es un actor estadounidense de cine y televisión y músico. Se hizo conocido durante la década de 1980 con papeles en películas como Los Goonies, Jóvenes ocultos, Cuenta conmigo, Gremlins y No matarás... al vecino.

## Biografía

### Primeros años
Corey Feldman es el segundo de cinco hermanos. Nació en Chatsworth, California, hijo de Sheila Goldstein, su representante durante su infancia, y de Bob Feldman, un músico fallido que finalmente creó su propia agencia de talentos dirigida a modelar las carreras artísticas de otros niños aparte de sus hijos. Corey fue educado en el judaísmo. y tiene dos hermanos, Eden y Devin, y dos hermanas, Mindy y Brittnie. Mindy Feldman comenzó su carrera artística a los seis años, siendo la más joven del nuevo Club de Mickey Mouse en la década de 1970.

### Inicio de su carrera
Corey Feldman comenzó su carrera con tres años, apareciendo en un anuncio del restaurante McDonald's. Durante su juventud apareció en más de 100 anuncios de televisión y 50 programas de televisión, desde Mork y Mindy a Eight is  Enough o One day at time. También apareció en la serie Cheers. Comenzó a trabajar en el cine en las películas: Los Osos Revoltosos - The Bad News Bears - (1976), Time Afert Time (1979) y The Fox and the Hound (1979) para Disney. Alrededor de los 15 años pasó a tener papeles de interpretación en películas como Gremlins (1983), Viernes 13: El Capítulo Final (1984), The Goonies (1985) y Stand by me (1986) con River Phoenix, Wil Wheaton y Jerry O'Connell. En 1987 apareció junto a Corey Haim en The Lost Boys. Esta última película marco el inicio en pantalla de la pareja de Feldman y Haim, que se convertirían en los dos Coreys. Los dos chicos comenzaron a actuar juntos en películas como License to Drive (1988), The Burbs (1989)  y Dream a Little Dream (1989). Cansados de la Coreymanía, Feldman y Haim decidieron separarse profesionalmente y concentrarse en sus carreras personales, aunque continuaron manteniendo una estrecha amistad hasta que tuvieron una discusión en el año 2008 en el programa en directo The Two Coreys. Feldman dijo que no quería saber nada de Haim hasta que su amigo se curase de su adicción a las drogas. Finalmente, en marzo de 2010, Corey Haim falleció en Los Ángeles por una aparente sobredosis accidental, la cual fue desvirtuada y se determinó que la causa de su muerte fue una neumonía.

### La década de 1990
Corey Feldman comenzó la década de 1990 interpretando la voz de Donatello en la primera película de las Tortugas Ninja (1990). Tras reconocer públicamente su problema con las drogas, Corey luchó para superar su adicción y recuperar su vida y su carrera trabajando con adolescentes, protagonizando películas de bajo presupuesto y lanzando un álbum musical. Regresó a la gran pantalla con Tortugas Ninja III (1992), donde de nuevo interpretó la voz de Donatello, y apareció junto a Corey Haim en Blown Away (1992), así como en Historias de la Cripta: Bordello de Sangre.
A finales de la década de 1990 Feldman apareció en Dweebs, una serie de la CBS y lanzó su segundo álbum musical Still Searching for Soul con su banda Corey Feldman's Truth Movement. En 1999 apareció en video musical New Found Glory de Hit or Miss como el Oficial Corey Feldman. Ese mismo año apareció en la serie de televisión de El Cuervo: Escalera hacia el Cielo.

### La década del 2000
En el año 2001 la banda Truth Movement hizo su primera gira por América tocando en 33 localizaciones.
En el año 2002 Corey Feldman lanzó su primer álbum en solitario Former Child Actor y lo promocionó con una segunda gira por los Estados Unidos. Este mismo año apareció en el programa de telerrealidad para famosos The Surreal Life en el canal VH1. En el programa se casó públicamente con Susie Sprague. 
En el año 2003 hizo un cameo en la película Dickie Roberts: Reformed Child Star. También apareció en el video musical We Are All Made Of Stars del grupo Moby.
En el año 2005 interpretó en un teatro de Broadway la obra Fatal Attraction, a Greek Tragedy, una parodia de la película Atracción Fatal (1987). Feldman interpretó del papel protagonista. Posteriormente también aparecería en otras obras teatrales como My Date with Drew y actualmente interpreta la voz de Sparx-77 en la serie de dibujos animados Super Robot Monkey Team Hyperforce Go!.
En el año 2007 Corey Feldman y Corey Haim comenzaron un programa de televisión titulado The Two Coreys en la cadena A&E Feldman y Haim comenzaron a grabar el 4 de diciembre de 2006 y el programa comenzó a emitirse el 29 de julio de 2007.
En el invierno del año 2007, la nueva película de Corey Feldman Terror Inside fue estrenada. Fue filmada en Orlando, Florida por Minott Lenders, una compañía de cine independiente. En esta película de terror también aparece su esposa Susie.
En enero del año 2008, Feldman, su mujer y Corey Haim comenzaron a producir la segunda temporada del programa de televisión The Two Coreys. Feldman también fue el productor ejecutivo en las dos temporadas. Durante el verano el matrimonio Feldman lanzó un calendario con fotos provocativas al estilo de John Lennon y Yoko Ono.
El 29 de julio de 2008 Warner Premiere estrenó Jóvenes Ocultos II: Vampiros en el surf, una secuela de The Lost Boys directamente en DVD y Blu-ray. En la película Corey Feldman retomó su papel del cazador de vampiros Edgar Frog. Los resultados fueron mejores de lo que el estudio esperaba.
En el año 2008 Corey Feldman también actuó en Lucky Fritz y The adventures of Belvis Bash –una comedia bélica.
En noviembre del año 2008 lanzó un nuevo álbum musical con su banda Truth Movement titulado Technology Analogy.

## Vida personal
Corey Feldman salió con Drew Barrymore entre 1989-1990, pero su relación fue breve. Posteriormente se casaría con Vanessa Marcil, pero la pareja se divorció en 1993. Mantuvo otra relación breve con Paris Hilton en el año 2000 y se casó públicamente con Susie Sprague el 30 de octubre de 2002 en el episodio final de la primera temporada de The Surreal Life. La ceremonia fue realizada conjuntamente por un rabino y un pastor cristiano. Varios músicos del programa actuaron durante la boda. Actualmente Corey y Susie tienen un hijo, Zen Scott Feldman, nacido el 7 de agosto de 2004.
En el año 2004 Feldman recibió el Premio a Antiguo Actor Infantil. En el año 2007 también ganó el premio Crystal Reel al Mejor Actor por su trabajo en Terror Inside.
En el año 2008, durante una discusión en el programa The Two Coreys, tanto Feldman como Haim revelaron que ambos habían sufrido abusos sexuales cuando eran jóvenes. Feldman, que años antes había declarado en el juicio contra Michael Jackson por pederastia a favor del cantante, aclaró que no se había tratado de Jackson, sino de un ayudante del propio Feldman, y que fue algo que le dejó traumatizado. Posteriormente Feldman declaró que no quería saber nada de Haim hasta que su amigo se rehabilitara de su adicción a las drogas. En el año 2010 Corey Haim murió debido a una neumonía. Feldman relata su abuso sexual en sus memorias Coreyography (2013).
El 18 de enero de 2009, Corey Feldman y su esposa anunciaron que se separaban tras 7 años de matrimonio.
El 22 de noviembre de 2016 contrajo matrimonio con su novia Anne Mitchell. La ceremonia fue oficiada por el productor Marklen Kennedy en la sala Elton John's Fizz champagne en el Caesars Palace de Las Vegas.
Feldman es vegetariano y un activista y defensor de los derechos de los animales y del medio ambiente. Es el portavoz de varias organizaciones ecologistas como PETA, Farm Sanctuary, The Humane Society, Moveos y Greenpeace. Se le otorgó el premio “Paws of Fame” por su dedicación a los derechos de los animales.

### Cuestiones sobre abuso sexual
En marzo de 2020, en su documental (My) Truth: The Rape of Two Coreys, Feldman repitió una afirmación de que el actor Charlie Sheen había violado al coprotagonista de 13 años Corey Haim en el set de la película Lucas. El reclamo fue corroborado por su exesposa Susie Feldman y su coprotagonista de Lost Boys, Jamison Newlander. Sheen, a través de su publicista, negó las acusaciones, calificándolas de "enfermas, retorcidas y extravagantes". El caso se resolvió en 2018. Judy, la madre de Haim, identificó a un actor diferente como el violador de su hijo en The Dr. Oz Show, y le dijo a Entertainment Tonight que Sheen nunca violó a su hijo, y calificó los reclamos como "inventados".

### Alegaciones de acoso/agresión sexual
En enero de 2018, se informó que Feldman estaba siendo investigado por la policía por cargos de agresión sexual. Sin embargo, Feldman fue absuelto de todos los cargos al mes siguiente.
En junio de 2020, Feldman se retiró del Comité de Acoso Sexual del Sindicato SAG-AFTRA (Sindicato de Actores de Cine-Federación Estadounidense de Artistas de Radio y Televisión) según lo informado por el sitio web "Hollywoodreporter", quien informó que SAG-AFTRA había emitido una resolución para eliminar a Corey Feldman de la junta después de que se compartieran varias quejas formales contra el. Las exmiembros del grupo Corey's Angels que se habían presentado incluyen a: Jacqueline Von Rueden, Poeina Suddarth, Margot Lane, Chantal Knippenburg, Amy Clark, Mara Moon, Jezebel Sweet y Krystal Khali habían presentado información relacionada con la conducta de Feldman con las mujeres.
La resolución de la junta nacional de SAG-AFTRA también afirma que ha habido "quejas formales ante las autoridades policiales, incluido el Departamento de Policía de Los Ángeles, y actualmente se están llevando a cabo investigaciones sobre las denuncias de acoso sexual por parte de Corey Feldman". 
La ex-Ángel Jackie von Rueden proporcionó una entrevista en YouTube titulada "¿Corey Feldman es un violador?"  En el video, ella detalla el uso regular de drogas, peleas y frecuentes fiestas sexuales en grupo en la casa de Feldman. En su entrevista, entra en detalles gráficos y vívidos acerca de presenciar el sexo forzado regular y sodomía forzada por parte de Corey Feldman.
La Sra. Von Rueden denunció el hecho al Departamento de Policía como testigo. El comportamiento de Feldman ha sido objeto de controversia durante algún tiempo.
Feldman ha negado todas las acusaciones en su contra alegando que es parte de una conspiración en su contra.

## Filmografía
- Time After Time (1979)
- The Fox and the Hound (1981) (voz)
- Friday the 13th: The Final Chapter (1984)
- Gremlins (1984)
- Friday the 13th: A New Beginning (1985)
- The Goonies (1985)
- Stand by Me (1986)
- The Lost Boys (1987)
- Papá Cadillac (1988)
- No matarás... al vecino (1989)
- Dream a Little Dream (1989)
- Teenage Mutant Ninja Turtles (1990)
- Edge of Honor (1991)
- Rock 'n' Roll High School Forever (1991)
- Blown Away (1992)
- The Magic Voyage (1992) (voz)
- Meatballs 4 (1992)
- Round Trip to Heaven (1992)
- Stepmonster (1993)
- Loaded Weapon 1 (1993)
- Lipstick Camera (1994)
- National Lampoon's Last Resort (1994)
- Maverick (1994)
- Voodoo (1995)
- Dream a Little Dream 2 (1995)
- A Dangerous Place (1995)
- Bordello of Blood (1996)
- South Beach Academy (1996)
- Red Line (1996)
- Busted (1997)
- Evil Obsession (1997)
- The Waterfront (1998)
- Strip 'n Run (1998)
- Storm Trooper (1998)
- She's Too Tall (1998)
- Born Bad (1999)
- The Million Dollar Kid (2000)
- Citizen Toxie: The Toxic Avenger IV (2000)
- Seance (2001)
- Porn Star: The Legend of Ron Jeremy (2001) (documental)
- My Life as a Troll (2001)
- Bikini Bandits (2002)
- Space Nuts (2003)
- Pauly Shore Is Dead (2003)
- Mayor of the Sunset Strip (2003) (documental)
- Dickie Roberts: Former Child Star (2003)
- Serial Killing 4 Dummys (2004)
- My Date with Drew (2004) (documental)
- Puppet Master 9: Puppet Master Vs. Demonic Toys (2004)
- No Witness (2004)
- The Birthday (2004)
- Space Daze (2005)
- Terror Inside (2007)
- Cluster (2008)
- Lost Boys: The Tribe (2008)
- The Bloke Goes to Hollywood (2008)
- Lost Boys: The Thirst (2010)
- Crystal Lake Memories: The Complete History of Friday the 13th (2013) – Himself / Narrator
- Sharknado 3: Oh Hell No! (2015) – Aleksandr
- Corbin Nash (2018) - Queeny
- (My) Truth: The Rape of 2 Coreys (2020)

Cortometrajes
- Project Redlight (2002)
- American Fame Pt. 1: Drowning River Phoenix (2004)
- Last Friday Night (T.G.I.F.) (2011)

Musical
- Liberian Girl (1989) - Él Mismo
- We are all made of stars (2002)
- Last Friday Night (2011) - Kirk Terry
- City of Angels (2013)

## Televisión
- Willa (1979)
- The Bad News Bears (1979 - 1980)
- Love, Natalie (1980)
- How to Eat Like a Child (1980)
- Father Figure (1980)
- The Kid with the Broken Halo (1982)
- Madame's Place (1982 - 1983)
- Cheers (1983)
- Still the Beaver (1983)
- Exile (1990)
- Dweebs (1995) (cancelada tras 10 episodios)
- Sliders, episodio "Electric Twister Acid Test" 1996/1997
- Legion (1998)
- Sonic Underground (1999) (cancelada tras 40 episodios) (voz)
- Lovesick (2001) (episodio piloto)
- The Surreal Life (temporada del 2003)
- Super Robot Monkey Team Hyperforce Go! (2004-presente) (voz)
- Robot Chicken (2007) episodio "Federated Resourses"
- The Two Coreys (2007-2008)